# Ковачевац (Пријепоље)
Ковачевац је насеље у Србији у општини Пријепоље у Златиборском округу. Према попису из 2022. било је 1.502 становника.
Од 1979. године обухвата и део укинутог насеља Велика Жупа.
У попису из 1851. године наводи се да у насељу има 13 домова са 127 душа (8 домова са 77 хришћанских душа и 5 домова са 50 муслиманских душа).

## Демографија
У насељу Ковачевац живи 1207 пунолетних становника, а просечна старост становништва износи 35,3 година (34,4 код мушкараца и 36,1 код жена). У насељу има 422 домаћинства, а просечан број чланова по домаћинству је 3,82.
Становништво у овом насељу веома је нехомогено.
|  |

| Демографија | Демографија | Демографија |
| Година      | Становника  | Становника  |
| ----------- | ----------- | ----------- |
| 1948.       | 456         |             |
| 1953.       | 502         |             |
| 1961.       | 514         |             |
| 1971.       | 560         |             |
| 1981.       | 1.053       |             |
| 1991.       | 1.770       | 1.719       |
| 2002.       | 1.613       | 1.903       |

| Етнички састав према попису из 2002.‍ | Етнички састав према попису из 2002.‍ | Етнички састав према попису из 2002.‍ | Етнички састав према попису из 2002.‍ | Етнички састав према попису из 2002.‍ |
| ------------------------------------ | ------------------------------------ | ------------------------------------ | ------------------------------------ | ------------------------------------ |
|                                      |                                      |                                      |                                      |                                      |
| Срби                                 | Срби                                 |                                      | 698                                  | 43,27%                               |
| Бошњаци                              | Бошњаци                              |                                      | 600                                  | 37,19%                               |
| Муслимани                            | Муслимани                            |                                      | 272                                  | 16,86%                               |
| Црногорци                            | Црногорци                            |                                      | 11                                   | 0,68%                                |
| Хрвати                               | Хрвати                               |                                      | 2                                    | 0,12%                                |
| Бугари                               | Бугари                               |                                      | 1                                    | 0,06%                                |
| непознато                            | непознато                            |                                      | 0                                    | 0,0%                                 |

| Година пописа     | 1948. | 1953. | 1961. | 1971. | 1981. | 1991. | 2002. |
| ----------------- | ----- | ----- | ----- | ----- | ----- | ----- | ----- |
| Број домаћинстава | 77    | 85    | 94    | 122   | 257   | 433   | 422   |

| Број чланова      | 1  | 2  | 3  | 4   | 5  | 6  | 7  | 8 | 9 | 10 и више | Просек |
| ----------------- | -- | -- | -- | --- | -- | -- | -- | - | - | --------- | ------ |
| Број домаћинстава | 43 | 66 | 63 | 114 | 64 | 48 | 17 | 4 | 0 | 3         | 3,82   |

| Пол    | Укупно | Неожењен/Неудата | Ожењен/Удата | Удовац/Удовица | Разведен/Разведена | Непознато |
| ------ | ------ | ---------------- | ------------ | -------------- | ------------------ | --------- |
| Мушки  | 637    | 232              | 386          | 15             | 4                  | 0         |
| Женски | 671    | 193              | 393          | 79             | 6                  | 0         |
| УКУПНО | 1.308  | 425              | 779          | 94             | 10                 | 0         |

| Пол    | Укупно                    | Пољопривреда, лов и шумарство | Рибарство                            | Вађење руде и камена | Прерађивачка индустрија       |
| ------ | ------------------------- | ----------------------------- | ------------------------------------ | -------------------- | ----------------------------- |
| Мушки  | 261                       | 17                            | 0                                    | 1                    | 81                            |
| Женски | 198                       | 12                            | 0                                    | 1                    | 106                           |
| УКУПНО | 459                       | 29                            | 0                                    | 2                    | 187                           |
| Пол    | Производња и снабдевање   | Грађевинарство                | Трговина                             | Хотели и ресторани   | Саобраћај, складиштење и везе |
| Мушки  | 14                        | 27                            | 32                                   | 4                    | 45                            |
| Женски | 1                         | 0                             | 26                                   | 8                    | 4                             |
| УКУПНО | 15                        | 27                            | 58                                   | 12                   | 49                            |
| Пол    | Финансијско посредовање   | Некретнине                    | Државна управа и одбрана             | Образовање           | Здравствени и социјални рад   |
| Мушки  | 0                         | 4                             | 14                                   | 11                   | 6                             |
| Женски | 3                         | 2                             | 2                                    | 12                   | 18                            |
| УКУПНО | 3                         | 6                             | 16                                   | 23                   | 24                            |
| Пол    | Остале услужне активности | Приватна домаћинства          | Екстериторијалне организације и тела | Непознато            | Непознато                     |
| Мушки  | 1                         | 1                             | 0                                    | 3                    | 3                             |
| Женски | 1                         | 0                             | 0                                    | 2                    | 2                             |
| УКУПНО | 2                         | 1                             | 0                                    | 5                    | 5                             |